# فرنسيس لوكلير
فرنسيس لوكلير هو كاتب سيناريو ومونتير ومخرج كندي، ولد في 1971 في مدينة كيبك في كندا.

## وصلات خارجية
- فرنسيس لوكلير على موقع IMDb (الإنجليزية)
- فرنسيس لوكلير على موقع ألو سيني (الفرنسية)
- فرنسيس لوكلير على موقع أول موفي (الإنجليزية)
- فرنسيس لوكلير على موقع قاعدة بيانات الفيلم (الإنجليزية)
- فرنسيس لوكلير على موقع كينوبويسك (الروسية)